# Ctenomys flamarioni
Ctenomys flamarioni is een zoogdier uit de familie van de kamratten (Ctenomyidae). De wetenschappelijke naam van de soort werd voor het eerst geldig gepubliceerd door Travi in 1981.

## Voorkomen
De soort komt voor in Brazilië.